# Sanjay Patel

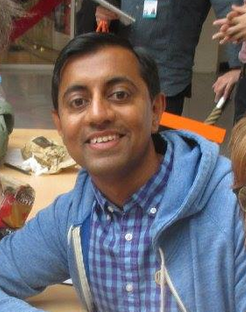
Sanjay Patel 2015

Sanjay Patel (* 1974 in London) ist ein britisch-US-amerikanischer Animator, Illustrator und Filmregisseur.

## Leben
Patel wurde in London geboren, zog mit seiner aus Gujarat stammenden Familie jedoch im Kindesalter nach San Bernardino in Kalifornien, wo die Familie ein Motel betrieb. Nach Beendigung der Highschool studierte Patel am Cleveland Institute of the Arts und anschließend am California Institute of the Arts Animation, brach das Studium jedoch beide Male ab: Nach zwei Jahren an der CalArts wurde er Mitte der 1990er-Jahre von Pixar als Animator angestellt. Bei Pixar war er unter anderem an den Filmen Das große Krabbeln (1998), Toy Story 2 (1999), Die Monster AG (2001) und Ratatouille (2007) als Animator beteiligt.
Patel arbeitete ab 2012 am Kurzanimationsfilm Sanjay’s Super Team, mit dem er sein Debüt als Regisseur gab. Es ist der erste Pixar-Film, der eine Person of color in den Mittelpunkt der Handlung stellt, wobei der Film autobiografisch geprägt ist. Sanjay’s Super Team erschien 2015 und lief im Kino als Vorfilm zu Arlo & Spot. Patel wurde für Sanjay’s Super Team zusammen mit Produzentin Nicole Grindle 2016 für einen Oscar in der Kategorie Bester animierter Kurzfilm nominiert.
Patel ist Inhaber der Marke Ghee Happy, über die er unter anderem verschiedene Bücher zur indischen Mythologie herausgebracht hat. Er lebt und arbeitet in Los Angeles.

## Filmografie
Wenn nicht anders angegeben, als Animator:
- 1996, 1997: Die Simpsons (The Simpsons) (Fernsehserie, zwei Folgen)
- 1998: Das große Krabbeln (A Bug’s Life)
- 1999: Björk: Volumen
- 1999: Toy Story 2
- 2001: Die Monster AG (Monsters, Inc.)
- 2004: Die Unglaublichen – The Incredibles (The Incredibles)
- 2007: Ratatouille
- 2007: Dein Freund, die Ratte (Your Friend the Rat)
- 2010: Cars Toon – Hooks unglaubliche Geschichten (Mater’s Tall Tales) (Fernsehserie, drei Folgen)
- 2013: Die Monster Uni (Monsters University)
- 2015: Sanjay’s Super Team – als Regisseur

## Publikationen
- 2006: Little Book of Hindu Deities
- 2010: Ramayana: The Divine Loophole
- 2011: The Big Poster Book of Hindu Deities
- 2012: Ganesha’s Sweet Tooth